# Cryptothelea albifrons
Cryptothelea albifrons är en fjärilsart som beskrevs av Hans Daniel Johan Wallengren 1860. Cryptothelea albifrons ingår i släktet Cryptothelea och familjen säckspinnare. Inga underarter finns listade i Catalogue of Life.